# دهستان بابلرود
بابلرود، دهستانی است از توابع بخش مرکزی شهرستان بابلسر در استان مازندران ایران.

## جمعیت
براساس سرشماری سال ۱۳۸۵جمعیت آن ۱۱۶۴۴ نفر (۳۱۲۶ خانوار) بوده‌است.